# Let's Make It Legal
Let's Make It Legal, in Nederland bekend onder de titel Ik wil mijn vrouw terug, is een film uit 1951 onder regie van Richard Sale.

## Rolverdeling
| Acteur            | Personage         |
| ----------------- | ----------------- |
| Claudette Colbert | Miriam Halsworth  |
| Macdonald Carey   | Hugh Halsworth    |
| Zachary Scott     | Victor Macfarland |
| Barbara Bates     | Barbara Denham    |
| Robert Wagner     | Jerry Denham      |
| Marilyn Monroe    | Joyce Mannering   |
| Frank Cady        | Ferguson          |